# Керпеден
Керпеденът (на английски: pincers) е вид клещи, едни от първите видове използвани в съвременната цивилизация. Служат за изваждане на гвоздеи, за отрязване на тел или тънки материали. Те се изработват от инструментална стомана.
Поради заоблената предна част и острите върхове, този вид клещи се използват лесно за изваждане на крепежни елементи, забити в материала.
Не трябва да се объркват със секачките.